# Joe Lynch (bokser)
Joe Lynch, właśc. Joseph Aloysius Lynch (ur. 30 listopada 1898 w Nowym Jorku, zm. 1 sierpnia 1965 tamże) – amerykański bokser, były zawodowy mistrz świata kategorii koguciej.
Miał nietypową sylwetkę, gdyż był wysoki jak na pięściarza wagi koguciej i szczupły, przez co wyglądał na wątłego. Dysponował jednak mocnym ciosem.
Urodził się w Nowym Jorku, dorastał w rejonie Hell’s Kitchen. Po sześciu miesiącach kariery amatorskiej podpisał kontrakt zawodowy w 1915. Zdecydowana większość jego pojedynków bokserskich była zorganizowana w formule no decision, czyli zwycięzcę ogłaszano tylko w razie zakończenia walki przed czasem.
W 1916 stoczył 24 walki, w tym znokautował w 7. rundzie byłego mistrza świata wagi koguciej Monte Attella, a także stoczył walki no decision z Johnnym Ertle, który uznawał się za mistrza świata wagi do 116 funtów i z Frankiem Burnsem, obie zdaniem prasy remisowe. W 1917 walczył 19 razy, w tym z takimi bokserami, jak: Jackie Sharkey, Kid Williams, Frankie Burns, Pete Herman i Memphis Pal Moore (dwukrotnie), wszystkie no decision. W styczniu 1918 przegrał na punkty z Memphis Pal Moore'em i pokonał przez techniczny nokaut w 4. rundzie byłego mistrza świata Kida Williamsa.
W 2. połowie 1918 i 1. połowie Lynch służył w United States Navy po przystąpieniu Stanów Zjednoczonych do I wojny światowej. Będąc w marynarce wziął udział 31 marca 1919 w turnieju bokserskim w Londynie, gdzie przegrał na punkty z Jimmym Wilde'em.  Po walce ówczesny książę Wall, późniejszy król Edward VIII, wszedł do ringu, by osobiście pogratulować zwycięzcy.

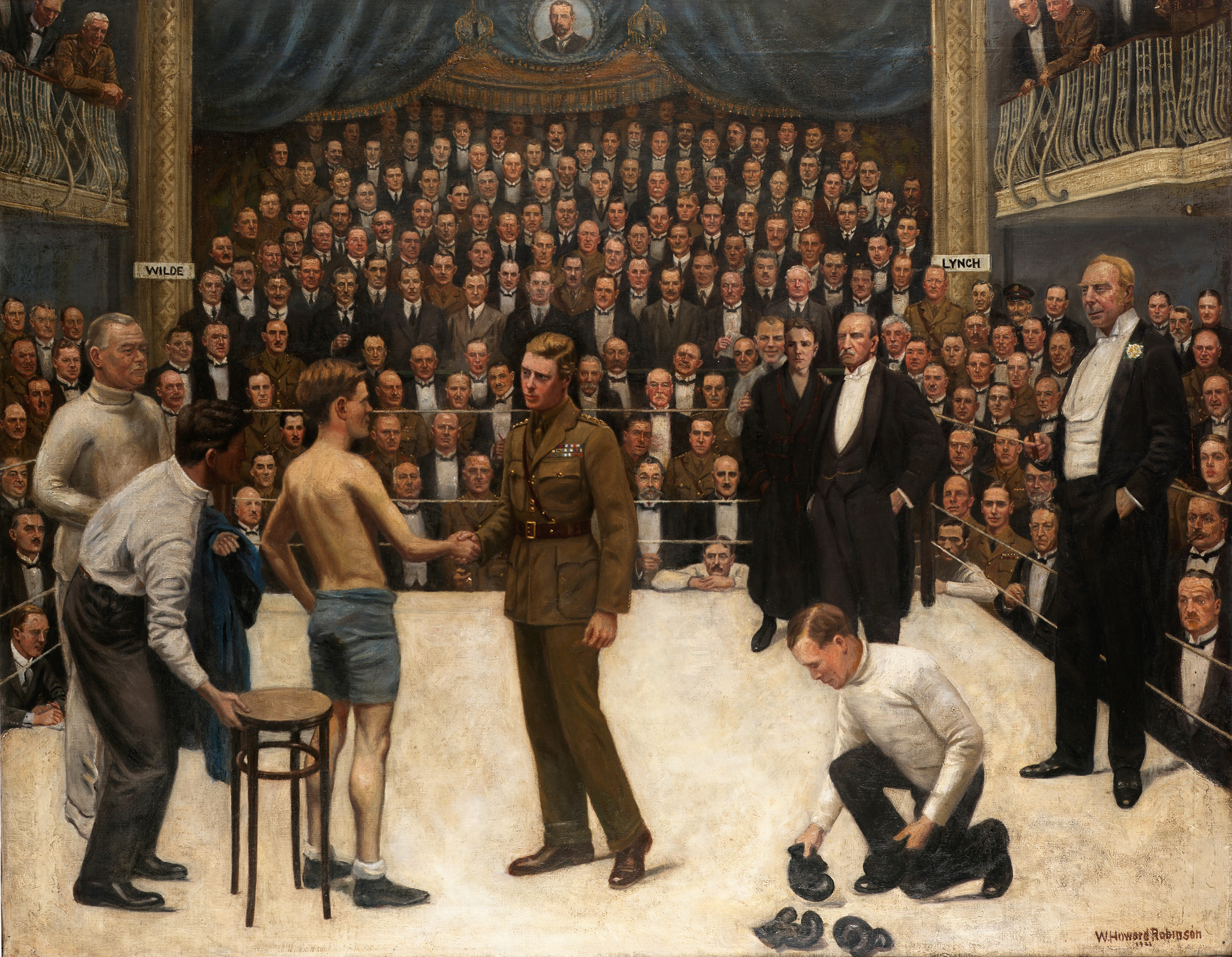
Książę Walii gratuluje Wilde'owi zwycięstwa nad Joe Lynchem (mal. William Howard Robinson)

1 września 1919 wygrał zdaniem prasy dziesięciorundową walkę z ówczesnym mistrzem świata w wadze koguciej Pete'em Hermanem. W rewanżu 12 listopada według prasy lepszy był Herman. W następnym roku Lynch stoczył zwycięskie zdaniem prasy walki m.in. z Memphis Pal Moore'em (z którym również zremisował) i Charlesem Ledoux, a także znokautował 5 listopada Abego Goldsteina w 1. rundzie.
22 grudnia 1920 w Madison Square Garden w Nowym Jorku  Lynch zdobył tytuł mistrza świata w kategorii koguciej pokonując na punkty Pete'a Hermana. Stoczył potem dziewięć pojedynków no decision, a w rewanżowej walce o tytuł mistrzowski 25 lipca 1925 w Nowym Jorku uległ na punkty Hermanowi.
Joe Lynch kontynuował karierę bokserską i 10 lipca 1922 ponownie został mistrzem świata wagi koguciej po zwycięstwie przez techniczny nokaut w 14. rundzie nad pogromcą Hermana Johnnym Buffem.
W obronie tytułu mistrzowskiego stoczył następujące walki:
| Data                   | Miejsce      | Oponent        | Wynik               | Źródło |
| ---------------------- | ------------ | -------------- | ------------------- | ------ |
| 24 listopada 1922(dts) | Springfield  | Benny Schwartz | nokaut w 5. rundzie | [ 7 ]  |
| 30 listopada 1922(dts) | Indianapolis | Frankie Daly   | no decision         | [ 8 ]  |
| 22 grudnia 1922(dts)   | Nowy Jork    | Midget Smith   | wygrana na punkty   | [ 9 ]  |
| 23 stycznia 1924(dts)  | El Dorado    | Paddy Owens    | nokaut w 2. rundzie | [ 10 ] |

W tym czasie Lynch stoczył wiele walk, w których tytuł nie był stawką.
21 marca 1924 w Madison Square Garden w Nowym Jorku Lynch stracił tytuł mistrza świata po porażce na punkty z Abe Goldsteinem. Stoczył potem tylko 9 walk, z których 1 wygrał, 5 przegrał i 3 zremisował. Zakończył zawodowe uprawianie boksu w 1926.
Po zakończeniu kariery prowadził niewielką farmę w okolicach Nowego Jorku, gdzie był również poczmistrzem. Sędziował także walki bokserskie. Zmarł w 1965 przez utonięcie w zatoce Sheepshead w Brooklynie.
Został wybrany w 2005 do Międzynarodowej Bokserskiej Galerii Sławy.